# Machaeropterus
Machaeropterus – rodzaj ptaków z podrodziny gorzyków (Piprinae) w rodzinie gorzykowatych (Pipridae).

## Zasięg występowania
Rodzaj obejmuje gatunki występujące w Ameryce Południowej.

## Morfologia
Długość ciała 8–10 cm; masa ciała 9,4–12 g.

## Systematyka

### Etymologia
- Machaeropterus: gr. μαχαιρα makhaira „nóż, sztylet”; -πτερος -pteros „-skrzydły”, od πτερον pteron „skrzydło”[5].
- Allocotopterus: gr. αλλοκοτος allokotos „niezwykły”, od αλλος allos „inny”; κοτος kotos „rozmieszczenie”; -πτερος -pteros „-skrzydły”, od πτερον pteron „skrzydło”[6]. Gatunek typowy: Pipra deliciosa P.L. Sclater, 1860.

### Podział systematyczny
Do rodzaju należą następujące gatunki:
- Machaeropterus deliciosus (P.L. Sclater, 1860) – kusogorzyk miotlasty
- Machaeropterus pyrocephalus (P.L. Sclater, 1852) – kusogorzyk płomienny
- Machaeropterus regulus (Hahn, 1819) – kusogorzyk czerwonogłowy
- Machaeropterus striolatus (Bonaparte, 1838) – kusogorzyk kreskowany
- Machaeropterus eckelberryi Lane, Kratter & O’Neill, 2017 – kusogorzyk barwny